# Hoteles JW Marriott

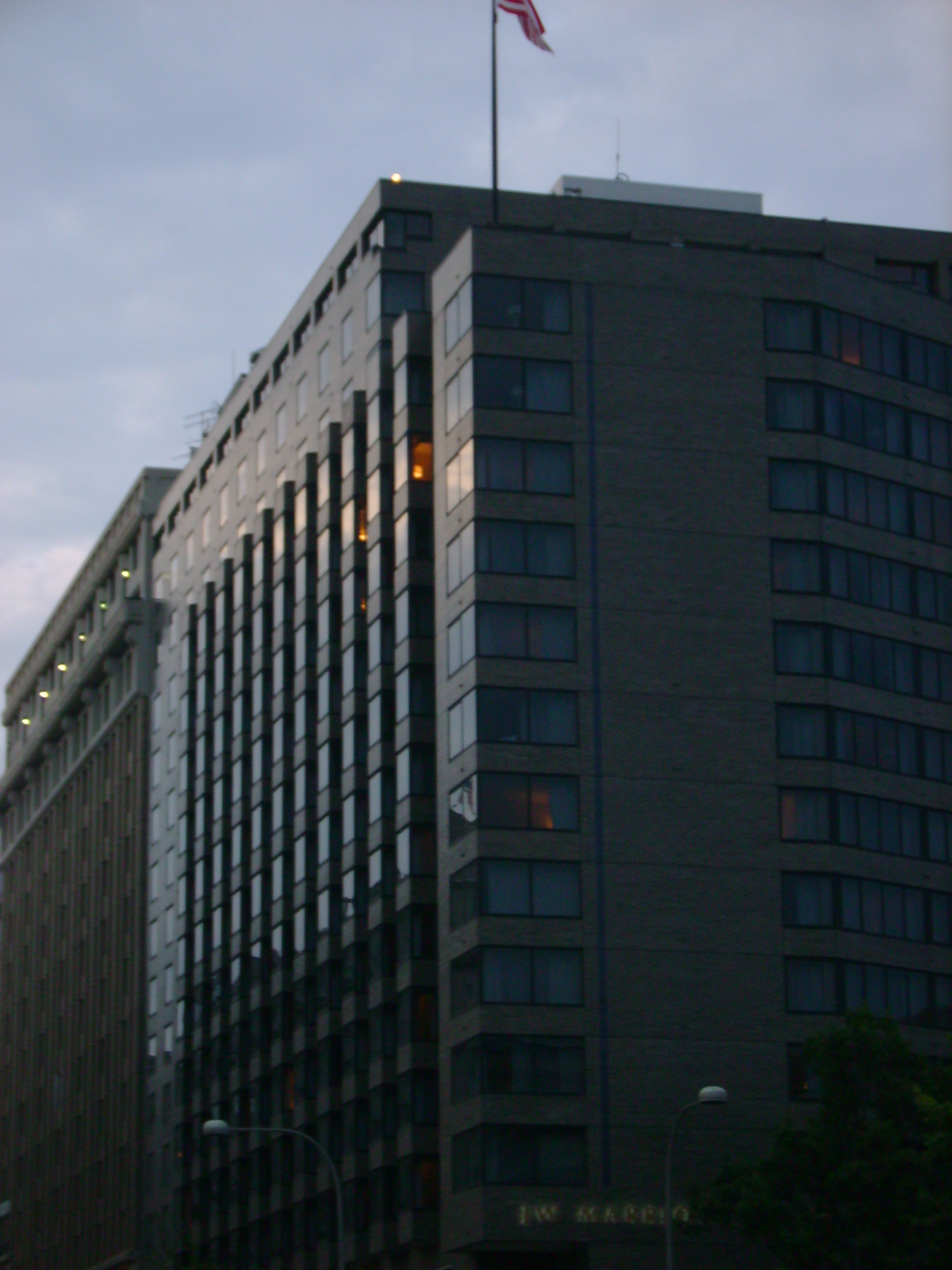
JW Marriott, Washington D. C., uno de los primeros hoteles JW Marriott; julio de 2007.

Hoteles JW Marriott es una franquicia exclusiva de Marriott International, con sede en Suburban, Maryland. El significado del nombre "JW Marriott" viene del nombre J Willard Marriott, el fundador de la cadena. Su hijo J.W "Bill" Marriott, construyó el primer JW como un homenaje a la trayectoria y gran labor de su padre.
A la fecha de noviembre de 2007, hay 37 hoteles operando bajo esta franquicia:
- Argentina
- Brasil
- Bogotá, Colombia
- China
- Chile
- El Salvador
- Ecuador
- Egipto
- Fiyi
- Hong Kong
- India
- Indonesia
- Italia
- Kuwait
- Malasia
- México
- Panamá
- Perú
- Rumanía
- Corea del Sur
- República Dominicana
  - Seocho-gu, Seoul
- Tailandia
- Emiratos Árabes Unidos
- Estados Unidos
- Venezuela
- Costa Rica

## Atentado terrorista del 2003
El 5 de agosto de 2003, el hotel JW Marriott en Yakarta fue el sitio de un masivo ataque terrorista de un coche bomba. La bomba fue detonada en el vestíbulo del hotel, destruyendo la entrada, arrancando los paneles de mármol de las paredes, y enviando pedazos de cristales al exterior. Muchos huéspedes aseguraron que por la gran potencia de la bomba se estremecieron en sus habitaciones. Uno de los huéspedes también aseguró que la fuerza de la explosión causó que su ventana implosionara y lo enviara hasta el otro extremo de su habitación. Las muertes incluían a varios del plantel de seguridad, e hirió a muchos huéspedes. El hotel volvió a ser reconstruido y remodelado después de los ataques y abrieron en poco menos de un año.